# テキトーナイト!!
『テキトーナイト!!』は、静岡放送（SBSラジオ）で2009年4月11日から2022年3月26日まで、毎週土曜に放送されていたラジオ番組である。放送回数は667回。
- テキトーナイト番組終了した現在も個人的にキトナイトを鬼頭里枝 (@riekitou) - Instagramでインスタライブ、キトナイト - YouTubeチャンネルで定期的に同時配信している。

## 概要
番組内容はそれまで放送されていた『Saturday Night Program よるらじ』の流れを汲みながら、リスナーが通う学校への取材やメールなどを使用した投稿コーナーなど、中高生をメインのリスナー層に据えたものとなっている。パーソナリティの鬼頭里枝は『よるらじ』からの続投となる。2010年4月3日放送分から、タイトルコールが『鬼頭里枝のテキトーナイト!!』（きとうりえのテキトーナイト!!）とマイナーチェンジした。2020年11月7日に放送600回を達成した。当番組はLINE公式アカウント、Twitter、facebookを運営していたがLINE公式アカウントは2022年10月1日をもって運営を終了した。

### オビデ、テキトーナイト!
- 『テキトーナイト!!』放送開始後半年を経た2009年10月から2010年4月1日まで、毎週月曜日から木曜日の24:55から放送されていたスピンオフ番組。番組名は「帯番組でのテキトーナイト!!」であることから。実質上番組の放送時間が3分少々と短いため、ほとんど鬼頭のトークで終わるショートプログラムである。コーナーは特に設けておらず、フリートークや後述の「どっち☆ドッチ」や「メールで投稿!着信御礼!!」等各コーナーのお題発表、「キトちゃんのちょっとエッチな心理テスト」等がメインとなっていた。ちなみに鬼頭は『アナらじ』木曜日のパーソナリティを務めていたため、実質上木曜日は30分間担当していた事になる。

## 放送時間
毎週土曜日 20:00 - 22:00（2019年4月 - 2022年3月）
- 放送開始から2013年3月までは、毎週土曜日 21:00 - 23:30の放送だった。
- 2013年4月より2016年3月までは、21:30-23:30の放送となる。
- 2016年4月より2019年3月まで再び21:00-23:30の放送となる。
- 2010年度までのプロ野球開催シーズン中は、試合時間延長に伴い『SBSビッグナイター』中継延長のため、短縮されるケースが多かった、2011年度で土曜日のプロ野球中継が廃止されたため、通常通りの放送スケジュールとなっている。またJリーグ中継で前枠の『明日へのエール〜ことばにのせて〜』が繰り下げになる場合は短縮される。

日本シリーズ中継がある場合は通常前枠の『明日へのエール〜ことばにのせて〜』を後枠に移動し、『テキトーナイト!!』はクッション番組となり、試合終了 - 22:30の放送となる。日本シリーズが雨天中止になった場合は通常編成で放送される。
- 2021年6月26日、草薙球場で開催のプロ野球パリーグ公式戦『日本ハム×ロッテ』戦中継の為、21:00からの放送となる予定だったが、18時01分試合開始で3時間45分の試合時間が祟って、この日は放送が出来なかった。
- 2021年7月17日、IAIスタジアム日本平で開催の清水エスパルス×川崎フロンターレ戦を18:30 - 20:30で生中継する為、本番組は20:30 - 22:00と30分短縮しての放送となった。

## 歴史
- 2017年9月9日 - BSS山陰放送『森谷佳奈のはきださNIGHT!』のパーソナリティー、森谷佳奈アナウンサーをゲストに迎えて、局の垣根を越えたコラボレーションを繰り広げた。
- 2017年11月11日 - SBS開局65周年特別番組『つづきはラジオで』に因み、通常番組を休止して20:30 - 23:00まで「ラジオナイトサミット2017」を放送。通常のキャストに加えて、森谷佳奈（BSS山陰放送アナウンサー）、吉田尚記（ニッポン放送アナウンサー)、岩﨑弘志（MBC南日本放送アナウンサー）等が出演した。
- 2018年6月2日 - 鬼頭が山陰放送に赴き、森谷を交え『テキトーナイトスペシャルin山陰』を放送。なおこの回のみ山陰放送（BSSラジオ）でも『テキトーにはきださNight』の番組名で23:00まで同時放送された[5][6]。
- 2018年12月29日 - 森谷、岩崎を招待して21:00 - 23:30(BSSは23:00)まで『テキトーナイトスペシャル てゲてゲにはきださNIGHT!』のタイトルでBSS・MBCとの3局同時生放送を実施。
- 2019年12月28日 - 前年に引き続いて森谷、岩崎を招待して20:00 - 22:00まで『テキトーナイトスペシャル てゲてゲにはきださNIGHT!』のタイトルでBSS・MBCとの3局同時生放送を実施。
- 2021年3月13日 - 森谷、岩崎を招待して20:00 - 22:00まで『テキトーナイトスペシャル てゲてゲにはきださNIGHT!』のタイトルでBSS・MBCとの3局同時生放送を実施。
- 2022年3月5日 - 今月末での番組終了を発表した[7]。
- 2022年3月12日 - 森谷、岩崎を招待して20:00 - 22:00まで『テキトーナイトスペシャル てゲてゲにはきださNIGHT!』のタイトルでBSS・MBCとの3局同時生放送を実施。2022年3年をもって『テキトーナイト』が終了したため、この形態での放送は今回が最後となった。
- 2022年3月26日（最終回） - 「中高生クイズ」のコーナーにて13年間の番組の歴史を振り返る問題が出題されたほか、番組内では過去に制作されたジングルも多く流された。またエンディングの前には、Mr.Childrenの『旅立ちの唄』をBGMに、歴代の番組スタッフから番組への想いを込めたコメントが流された。

## パーソナリティ
- 鬼頭里枝（元SBSアナウンサー）

番組内での一人称は基本的に愛称である「キトちゃん」である。
2019年4月26日、第56回ギャラクシー賞（放送批評懇談会主催）のラジオ部門『ＤＪパーソナリティ賞』を受賞した。
2019年7月6日の放送は、鬼頭に代わって、SBSの新人アナウンサー山﨑加奈がパーソナリティーを担当した。

## 各コーナー
- TNN学校ニュースステーション 20:20頃

主に県内の中学・高校・大学の生徒と電話をつなぎ、学校の紹介をする。
- ご意見番!鬼頭里枝です!! 20:20頃

パーソナリティーである鬼頭里枝が気になったニュースをズバッと斬るコーナー（不定期）
- テキトーク 20:40,21:40頃

毎週テーマに沿ってメールを募集する。
- しずおか横断!中高生クイズ!! 21:00頃

「中学生・高校生なら誰でも参加OK!」「生電話で5つの2択問題に答える!」リスナー参加のクイズコーナー。全問正解者には1万円（時々1万5千円の時もある）がプレゼントされる。2017年9月16日にコーナー放送300回を達成。毎月第1週は中高年クイズとなり、50歳以上、もしくは中高生の子供を持つ親が参加できる。
- 教えて！キトー先生 21:20頃

鬼頭がリスナーからの悩みに答える。
- ふつおたのコーナー 20:40,21:40頃

リスナーからの「ふつおた」を紹介する。（第3週）
- キトーの知らない世界 21:20頃

## 終了したコーナー
- 今週の学級日誌

学校で起こった様々な出来事をリスナーから募集し、「キトー先生」に報告する。
- 週間 キトーリエTIMES

ニュースキャスターを目指すキトちゃんがその週の気になるニュースを紹介する。
- MUSIC♪ペロリンチョ

SBSマンスリーミュージックやヒットチャートの音楽を紹介する。
- どっち☆ドッチ
- ニャン☆にゃんぱらだいす

静岡の地元密着型アイドルユニットこねこねこが出演するフロート番組。通常は録音放送だが、月1回は生放送される（『よるらじ』から続投、2011年12月31日で終了）。
- きとうりえのア・ソ・コ

ちょっとエッチな心理テストを紹介するコーナー。『オビデ、テキトーナイト!!』からの移動。
- TOKYO KAWAII STYLE

人気モデルを呼んでインタビューし、最新のファッション情報を紹介する。（第4週）
- 発掘!けいおん魂

県内の高校生バンドを紹介。（第4週）
- SCHOOL★JACK

鬼頭が静岡県内の高校・大学・専門学校を取材・訪問する。
- 同志社女子大presentsキャンパスレポート おひとつどうじょ

現役同女生と電話（時には生出演あり）をつなぎ最新の同志社女子大の情報等を紹介する（毎年7月 - 12月の期間限定、第1・3週）
- メールで投稿!着信御礼!!

パーソナリティから前週に出されたお題に対して、リスナーが電子メールでボケ回答を送る「ネタ」のコーナー。投稿は携帯電話とパソコンのどちらでも投稿が可能となっている。

## 関連番組
- 森谷佳奈のはきださNIGHT!（過去にコラボ放送を行ったことがある。）
- てゲてゲハイスクール（過去にコラボ放送を行ったことがある。）
- 静岡サッカー熱血応援番組 ヒデとキトーのFooTALK!（当番組終了後に放送が開始された。）